# Palais de Tokyo (centre d'art contemporain)
Pour les articles homonymes, voir Palais de Tokyo.
 (mai 2024).
Si vous disposez d'ouvrages ou d'articles de référence ou si vous connaissez des sites web de qualité traitant du thème abordé ici, merci de compléter l'article en donnant les références utiles à sa vérifiabilité et en les liant à la section « Notes et références ».
Le Palais de Tokyo est le nom de baptême d’un « site de création contemporaine » créé en 2002, situé dans le lieu de même nom — bâti en 1937, dont il occupe l'aile ouest, l'autre aile du palais étant affectée au musée d'Art moderne de Paris.
Le Palais de Tokyo est avec 22 000 m2 de surface le plus grand centre d’art contemporain d’Europe et l’un des plus fréquentés avec plus de deux cent mille visiteurs par an.

## Historique

### L'aile ouest avant 1999
Avant de devenir le site de création contemporaine actuel, l'aile ouest du bâtiment a été principalement occupée par le musée national d'Art moderne. La vocation du lieu, toujours consacré aux arts, sera ensuite incertaine pendant près de vingt ans, plusieurs entités occupant les lieux successivement ou en parallèle. Du milieu des années 1980 au milieu des années 1990, l'idée principale est de consacrer le Palais aux arts de l'image puis au cinéma. Définitivement abandonnée en 1998, l'aile ouest est laissée majoritairement inoccupée et partiellement rénovée.
- 1938-1976 : musée national d'Art moderne (transféré à cette date au Centre Pompidou) ;
- 1938-1991 : Fonds national d'art contemporain (transféré à La Défense) ;
- 1978-1986 : musée d'Art et d'Essais ;
- 1984-1993 : Centre national de la photographie
- 1986-1993 : Palais de l'image regroupant principalement sur un même site la Fondation européenne pour les métiers de l'image et du son et le Centre national de la photographie et à partir de 1988, la Cinémathèque française ;
- 1988-1990 : Institut des hautes études en arts plastiques ;
- 1993-1998 : projet de Palais du cinéma autour de la Cinémathèque, qui quitte le Palais de Tokyo en 2000.

### Création du centre d'art contemporain

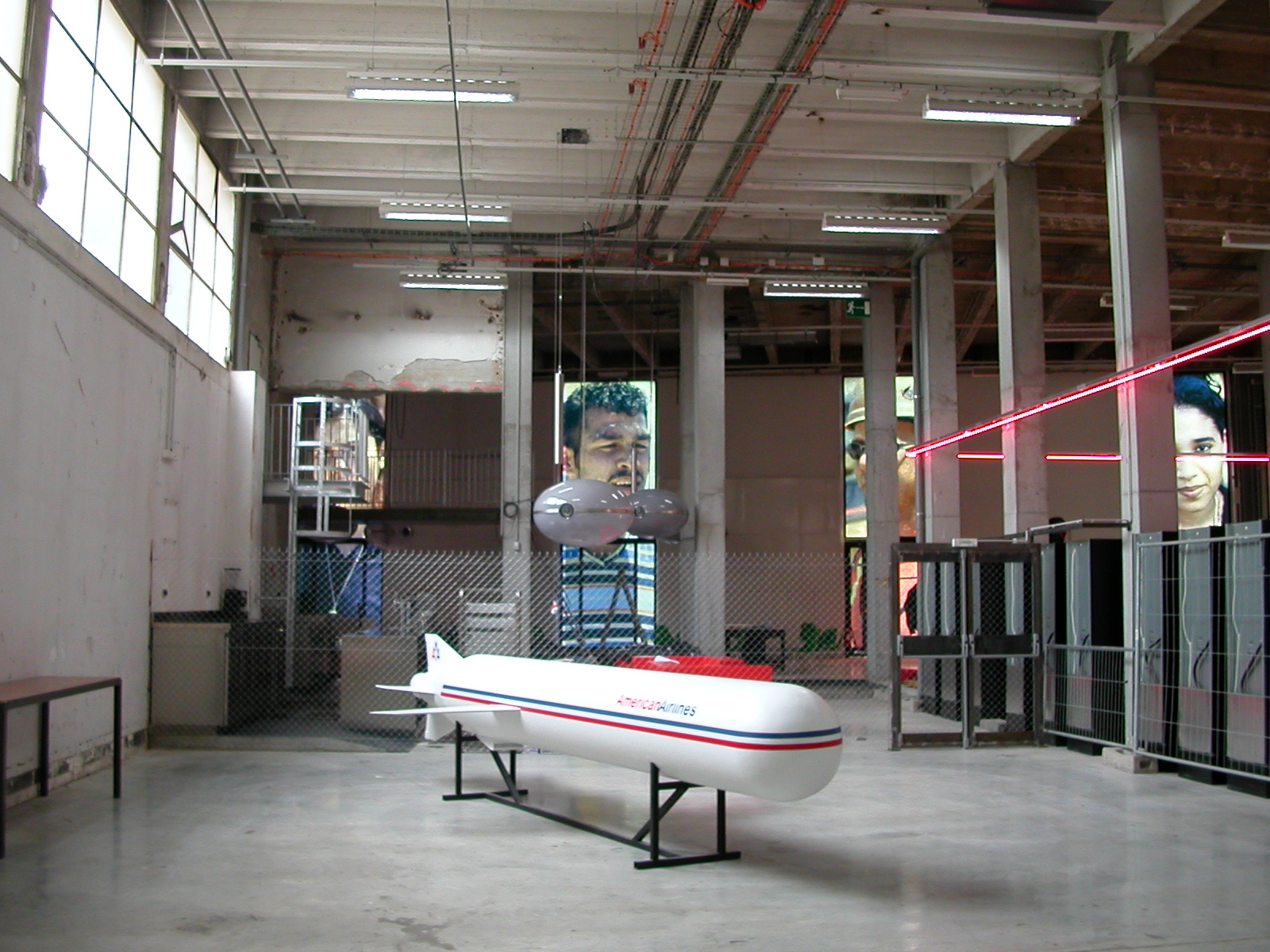
Vue d'une exposition au Palais de Tokyo, en 2003.

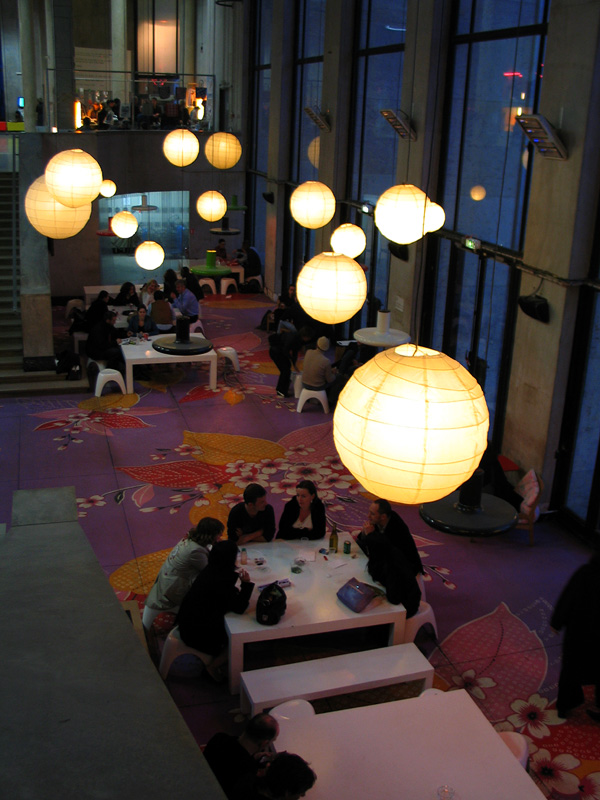
La cafétéria du Palais de Tokyo. Au sol, une œuvre de l'artiste Michael Lin, en 2005.

En 1999, Catherine Trautmann, ministre de la Culture et de la Communication, décide de rouvrir partiellement l'aile ouest du bâtiment en y implantant un centre d'art contemporain, avec un accent mis sur la scène émergente, notamment française et européenne, partant du constat que le Centre Pompidou s'est institutionnalisé depuis sa création.
Une partie du bâtiment est alors dévolue à une association, dénommée Palais de Tokyo présidée d'abord par le critique d'art contemporain Pierre Restany puis, après son décès en 2003, par Pierre Cornette de Saint-Cyr.
Un concours est lancé au terme duquel, en juillet 1999, Nicolas Bourriaud et Jérôme Sans sont nommés directeurs pour une période de trois ans à partir de l'ouverture, qui a lieu le 22 janvier 2002, le Palais de Tokyo - Site de création contemporaine étant inauguré la veille par Lionel Jospin. Le mandat des deux directeurs est prolongé jusqu'en 2006.

### Depuis 2006
En février 2006, Marc-Olivier Wahler est nommé directeur pour trois années, renouvelé à l'issue de cette période jusqu'en février 2012. Il est ensuite présidé par Jean de Loisy (2012-2019) puis Emma Lavigne (2019-2021). Guillaume Désanges est nommé à sa tête en janvier 2022.
Le Palais de Tokyo rouvre le 11 avril 2012 agrandi et rénové, passant de 8 000 m2 à 22 000 m2. Au fil des années, une boîte de nuit est créée (le Yoyo), ainsi que des restaurants (Monsieur Bleu et, en 2021, Bambini).

## Présentation
Dans des espaces réaménagés par les architectes Anne Lacaton et Jean-Philippe Vassal, le Palais de Tokyo est un lieu interdisciplinaire consacré à la création contemporaine sous toutes ses formes : peinture, sculpture, design, mode, vidéo, cinéma, littérature, danse. Le site, grande coquille courbe, très modulable, est destiné à la création émergente ainsi qu’aux artistes plus confirmés issus de la scène française ou internationale, la programmation est rythmée par des expositions thématiques et monographiques, des interventions artistiques d’envergure, et des cartes blanches invitant des artistes à investir l’intégralité de ses espaces. Dans leurs œuvres immersives, les artistes placent le visiteur au cœur de leur geste et induisent un rapport renouvelé à l’œuvre d’art.
En écho aux expositions présentées en ses murs, le Palais de Tokyo développe une politique éditoriale qui s’articule autour du magazine Palais et d’une collection de livres monographiques.
Depuis ses débuts, jusqu'en 2017, la résidence d’artistes du Pavillon (puis Pavillon Neuflize OBC) est implanté au sein du Palais de Tokyo. Ce laboratoire de création, dirigé par Ange Leccia, contribue activement au rayonnement de la scène française à l’étranger, à travers la conception, chaque année, de plusieurs expositions hors-les-murs montrées à l’occasion de grands rendez-vous internationaux de l’art.
Le Palais de Tokyo développe également une programmation culturelle au croisement du mouvement, du son et de la parole, et a lancé en 2015 un festival annuel, DO DISTURB.
Lancé à l’automne 2017, la Manutention est un format qui encourage l’exploration et l’expérimentation, en fournissant aux artistes l’opportunité de développer leur pratique et de produire des performances inédites lors de quatre soirées performatives échelonnées sur un mois, permettant au public de découvrir un travail et d’en suivre l’évolution.
Le lieu a innové également par des horaires d'ouverture inhabituels pour un lieu culturel, du lundi au dimanche (sauf le mardi), de midi à minuit.

### Financement
Le Palais de Tokyo est financé à environ 40 % par une subvention du ministère de la Culture, délégation aux arts plastiques. Le reste du financement provient des ressources propres et privées : partenariats et mécénat, billetterie. La forme juridique du Palais est une société par actions simplifiée unipersonnelle (SASU) de droit privé, l’actionnaire unique étant l'État.

## Expositions depuis 2003
- GNS (Global Navigation System) (2003)
- Notre histoire... (2006)
- Cinq milliards d'années[5] (2006)
- M, nouvelles du monde renversé (2007)
- La Marque noire (2007)
- The Third Mind[6] (2007)
- Cellar Door, Loris Gréaud (2008)
- Superdome (2008)
- D'une révolution à l'autre (2009)
- Gakona (2009)
- Spy numbers (2009)
- Chasing Napoleon (2010)
- Pergola (2010)
- Dynasty (2010)
- Fresh Hell (2010-2011)
- L'Odyssée des espaces (2011)
- Imaginez l'imaginaire, exposition collective (2012)
- Soleil froid, exposition collective (2013)
- Nouvelles vagues, exposition collective (2013)
- Anywhere, Anywhere Out of the World de Philippe Parreno (2013)
- L'Etat du Ciel, exposition collective (2014)
- Fondation Izolyatsia (décembre 2014)
- Inside, exposition collective (2014 - 2015)
- Le bord des mondes, exposition collective (2015)
- Le Bel Aujourd'hui, exposition collective (2015)
- L'Usage des formes, Artisans d'art et artisans, exposition collective (2015)
- Ugo Rondinone : I love John Giorno de Ugo Rondinone (2015-2016)
- Seul celui qui connaît le désir de Ragnar Kjartansson (2015-2016)
- 反复[fanfu] de Mélanie Matranga (2015-2016)
- L’Aventure des détails de Jean-Michel Alberola (2016)
- The Light of the Light de Florian & Michael Quistrebert (2016)
- La redite en somme, ne s’amuse pas de sa répétition singulière de Sara Favriau (2016)
- El Brujo de Louidgi Beltrame, lauréat du Prix SAM pour l’art contemporain 2014 (2016)
- Not Not Knocking On Heaven’s Door de Simon Evans (2016)
- Les roses et les verts (une fête galante) de Stéphane Calais (2016)
- Automne Hiver de Stéphane Calais et Ordre et progrès de Héctor Zamora (2016)
- Double Je, artisans d'art et artistes, exposition collective (2016)
- Rester vivant de Michel Houellebecq (2016)
- FOXP2 de Marguerite Humeau (2016)
- Nothing at All/ Modes Idiorythmiques de la Coexistence de David Ryan et Jérôme Joy (2016)
- Exposition Untitled (of Occult Instability) [Feelings] de Dineo Seshee Bopape (2016)
- In This Vessel We Shall Be Kept de Ayoun Kim (2016)
- L’intervalle de résonance de Clément Cogitore (2016)[7].
- Exposition monographique de Mika Rottenberg (2016)
- Carte Blanche à Tino Sehgal (2016)
- Pan de Taro Izumi (2017)
- L'exposition et les performances Pierre et Œuf d'Abraham Poincheval (2017)
- Dangerous on-the-way de Mel O’Callaghan, lauréate du Prix SAM pour l'art contemporain 2015 (2017)
- Sous le regard de machines pleines d’amour et de grâce, œuvre collective (2017)
- Rites and Aftermath de Dorian Gaudin (2017)
- Black Dancing de Emmanuel Saulnier (2017)
- Liste à puces de Anne Le Troter (2017)
- Dioramas, exposition collective (2017)
- Le rêve des formes, exposition collective (2017)
- Days are Dogs, carte blanche à Camille Henrot (2017)
- Projet L'ennemi de mon ennemi de Neil Beloufa (2018)
- L'un et l'autre de Kader Attia et Jean-Jacques Lebel (2018)
- Daimyo, Seigneurs de la guerre au Japon, par George Henry Longly (2018)
- Enfance, exposition collective (2018)
- Ring, sing and drink for trespassing de Laure Prouvost (2018)
- ON AIR, carte blanche à Tomás Saraceno (2018/2019)
- Amalgam de Theaster Gates (2019)
- Quand faire c'est dire de Angelica Mesiti (2019)
- « les lumières affaiblies des étoiles [...] l’eau, ma fièvre (...) » de Julien Creuzet (2019)
- Au bord de la route de Wakaliga de Louis-Cyprien Rials, avec Ramon Film Productions (2019)
- Die mimik der Tethys de Julius von Bismarck (2019)
- More is less de Franck Scurti (2019)
- Poésie Sonore, exposition collective (2019)
- Carte blanche à Anne Imhof, 2021
- Ubuntu, un rêve lucide, 2021
- Réclamer la terre, 2022
- Festival Alliance des corps pour les 20 ans du musée, 2022